# Пещеры Нижегородской области
Подземелья Нижегородчины — подземные полости смешанного, природно-рукотворного происхождения в Нижегородской области. Представляют карстовые пещеры и/или заброшенные/действующие разработки известняка, гипсов и доломитов. В основном располагаются в бассейне реки Оки, а также реки Пьяны (левый приток Суры).

## Историко-географический очерк

### Бассейн Оки
Наиболее известным очагом камнедобычи в Нижегородской области является район т. н. «Перемиловских гор» на возвышенном правом берегу реки Оки, на участке от места впадения в Оку её правого притока Тёши до города Павлова.
В данной исторической местности находятся или прежде находились:
- Болотниковская пещера (близ одноимённого села) — по некоторым данным, срыта действующим карьером в 2014 году[1].
- Голицинские каменоломни (близ села под названием Чулково) — предположительно, утрачены.
- Разработки («ломки») красно-белого гипса в Жайске[2] (также названы по близлежащему селу) — предположительно, утрачены.

#### Река Тёша
По реке Тёше, правому притоку Оки, снизу вверх по течению располагаются или располагались следующие подземелья как антропогенного, так и естественного происхождения:
- Гремячевская пещера близ посёлка под названием Гремячево при горно-обогатительном комбинате — не путать с одноимёнными пещерами в Тульской области. Предположительно, срыта действующим карьером.
- Пешеланские шахты у населённых пунктов под названиями деревня Бебяево / село Пешелань под Арзамасом. Добыча гипса ведётся шахтным способом ещё с XVIII века[3]. Ныне имеется «Музей горного дела, геологии и спелеологии» на территории Пешеланского гипсового завода «Декор-1»[4].

##### Река Унева
В верховьях малой реки Уневы, правого притока Тёши, находится Балахонихинская пещера, название которой дала деревня Балахониха. По некоторым данным, вход в подземелье располагается на территории исчезнувшего посёлка под названием Гипсовый.

##### Река Серёжа
По реке Серёже, правому притоку Оки, снизу вверх по течению располагаются следующие подземелья как антропогенного, так и естественного происхождения:
- Рыльковская пещера близ деревни Рыльково в Сосновском районе (бассейн Серёжи). На местности множество карстовых рвов и провалов. Это едва ли не единственное место в области, где мощная толща гипсов (сакмарского яруса нижней перми) практически выходит на поверхность, не будучи перекрыта глинами и известняками. Предположительно, утрачена в 2010-х годах.
- Чернухинские пещеры близ деревни под названием Чернуха. Предположительно, уничтожены карьером вскоре после их открытия в 2010-х годах.

### Припьянье
Второй заметный очаг камнедобычи в Нижегородской области находится на реке Пьяне, левом притоке Суры. Сверху вниз по течению Пьяны располагаются или располагались следующие подземелья как антропогенного, так и естественного происхождения:
- Борнуковская пещера близ села под названием Борнуково. Борнуковская пещера была открыта экспедицией П. С. Палласа в XVIII веке. Издавна она привлекала внимание виднейших русских геологов. По-видимому, это была самая большая подземная карстовая полость естественного происхождения на Русской равнине. По данным А. Н. Розанова и Ю. В. Порошина (1933), главная пещера летом 1929 года имела следующие размеры: длина – 73 м, ширина – 37 м, высота – 8,5 м. В непосредственной близости от пещеры, близ её входа, стоят алебастровые столбы, разрабатываемые местным населением, объединённым в артель «Красная пещера». В 1958 году в результате взрыва, проведённого в гипсовом карьере, вход в пещеру был засыпан, но при этом открылся доступ в две другие полости длиной 200 и 60 м. Вход в них находится под обрывом, в северной части Борнуковской скалы. Интенсивная разработка карьера Борнуковской камнерезной фабрикой привела к дальнейшему обрушению уникального памятника. Фабрика останавливалась в 1990-х годах, затем была взята под покровительство Пешеланским заводом, который также устроил «Музей горного дела, геологии и спелеологии» в Пешеланских шахтах. С 2007 года вновь выпускается продукция, открыт музей Борнуковской камнерезной фабрики, устраиваются экскурсии, мастерклассы и так далее. В настоящее время в районе бывшей Борнуковской пещеры имеются две короткие несоединяющиеся полости, малопригодные для экскурсионного посещения.
- Пещеры «Ичалковского бора» возле села под названием Ичалки. Сложены из мягкого известняка. Считаются частью данной охраняемой природной территории, любопытны как альпинистам (для упражнений) и спелеологам, так и обычным туристам. Самой большой пещерой Ичалковского бора считается пещера под названием Тёплая. Другие наиболее посещаемые в Ичалковском бору пещеры носят следующие самобытные названия: Малая Ледяная, Бутылка, Кулёва яма, Наклонная (Студенческая), Старцева яма (Старцева келья), Холодная (Ледяная). Менее известны Мифическая, Рождественская, Тесная и другие.
- «Каменное урочище» — в пяти километрах ниже по течению Пьяны от Ичалковского бора. В центре этого урочища сохранился небольшой карьер конца XIX – начала XX века, добыча камня из которого прекращена в 1930-е годы. В карьере и прилегающем к нему лесу имеется около 50 входов в бывшие горные выработки, представляющие собой углубления или пещеры разного размера, частью – засыпанные, местами – осложнённые карстовыми явлениями[1].